# Балтийский СПГ
Балтийский СПГ — строящийся Русхимальянсом завод по сжижению природного газа. Будет совмещен с газоперерабатывающим заводом. Также планируется строительство газохимического комплекса для выпуска полимеров.
В качестве площадки выбран порт Усть-Луга в Ленинградской области. Мощность завода — 13 млн тонн СПГ в год. Срок планируемого запуска многократно менялся: по последним планам первая линия заработает в 2024 году, вторая линия — в 2025 году. Стоимость проекта оценивается в 2,4 трлн рублей.
7 октября 2021 года «Русхимальянс» объявил о возможности расширения СПГ-завода до трех линий. Третья линия может быть введена в 2026 году. Мощность завода составит 20 млн тонн в год, достигнув мощности «Арктик СПГ-2».
Первоначально сырье будет поступать из Надым-Пур-Тазовского района, затем ресурсной базой станет Тамбейский кластер на полуострове Ямал, разработка которого планируется совместным предприятием «РусГазДобычи» и «Газпрома». Лицензия на Тамбейское месторождение будет передана совместному предприятию в 2022 году, начало добычи планируется в 2026 году.

## Цели проекта
«Газпром» называл целевыми рынками для «Балтийского СПГ» Испанию, Португалию, Великобританию, Индию и Латинскую Америку, позднее были озвучены планы диверсифицировать поставки за счёт Египта. Называя широкую географию поставок, «Газпром» при этом уточняет, что «в том числе рассматривается возможность проведения разменных операций СПГ-СПГ».
При возобновлении проекта были добавлены новые задачи: использование продукции завода для газоснабжения Калининградской области, обслуживание рынка бункеровки и осуществления малотоннажных поставок на Балтике.
По мере продвижения предпроектных работ по заводу СПГ приняли решение реализовать экономическую модель комплексной монетизации углеводородных запасов: завод трансформировался в «Комплекс по переработке этаносодержащего газа и производству СПГ».
Планируемый «Газпромом» и «РусГазДобычей» средневзвешенный нетбэк (цена реализации продукции за вычетом транспортных затрат) СПГ при отгрузке непосредственно с завода составит $5,1/MBTU (1 млн британских термальных единиц, 1 т СПГ равна 52,4 MBTU), СУГ — $406,3 за 1 т. Оценка консультанта проекта, PwC, ещё выше — $6,5/MBTU для СПГ и $452,8 для 1 т СУГ. Получается, что выручка ГПЗ может составить $4,5-5,5 млрд.

## Описание
Строительство комплекса ведётся в районе Усть-Луги. Площадь комплекса составит 1400 гектаров. При строительстве будет задействовано 25 тыс. специалистов, на этапе эксплуатации планируется создать 5 тыс. постоянных рабочих мест.
Объём переработки этаносодержащего природного газа составит 45 млрд м³.
Товарной продукцией комплекса станут:
- 19 млрд м³ товарного «сухого» газа (С1), в первую очередь предназначенного для экспорта по Северному потоку — 2,
- 13 млн тонн СПГ (С1), отгружаемого через терминал в порту Усть-Луга,
- 3,8 млн тонн этановой фракции (С2),
- 2,4 млн тонн СУГ (С3-С4),
- 0,2 млн тонн пентан-гексановой фракции — ПГФ (С5+).

## История реализации
Сроки реализации проекта неоднократно смещались, менялись цели и планируемое место строительства.
Компания собиралась построить завод мощностью до 7 млн тонн в Приморске ещё в 2004 году. Совместное предприятие «Газпрома» (80%) и «Совкомфлота» (20%) — швейцарская Baltic LNG — получило более 270 га под завод мощностью до 7 млн т в год для поставок в США и Канаду. Однако в 2007 году проект был признан нерентабельным. «Газпром» отказался от этой идеи в пользу СПГ на Штокмане, который в дальнейшем также заморозили в пользу трубопровода «Северный поток». В 2011 году Baltic LNG был продан СИБУРу, который планировал построить на участке газохимические предприятия. СИБУР проект не осуществил, и в начале 2013 года Baltic LNG ликвидировали.
В 2013 году «Газпром» вернулся к идее построить СПГ на Балтике. Рассматривался вариант постройки завода в партнёрстве с группой «Сумма», совладельцем порта в Приморске. С июня 2013 года, когда компания подписала с правительством Ленобласти меморандум о сотрудничестве при строительстве СПГ-завода, рассматривались две площадки в Выборгском районе (Выборг и Приморск) и Усть-Луга в Кингисеппском.
В феврале 2014 стало известно, что Газпромбанк выступит финансовым инвестором для СПГ-проектов «Газпрома», а также будет искать для компании стратегических инвесторов на долю до 49 % и организовывать проектное финансирование. Впоследствии Газпромбанк намерен продать свои пакеты стратегическим инвесторам (его доля в акционерном капитале может составить 25 %). Привлечение банка связывают со стремлением ускорить реализацию проекта, так как в начале 2020-х годов конкуренция на мировом рынке СПГ значительно вырастет. Потенциальными акционерами СПГ могут стать Shell и Total. Газ будет поступать из Единой системы газоснабжения России.
21 января 2015 «Газпром» принял окончательное решение о строительстве в районе морского порта Усть-Луга. На выбор в пользу последнего повлияли более удобный фарватер и благоприятная ледовая обстановка. Ещё одним фактором, повлиявшим на выбор, могли стать озвученные ещё в 2014 году властями Ленобласти планы построить Усть-Луге промышленную зону площадью 4 тыс. га, где разместятся до шести нефтеперерабатывающих и газохимических комплексов. Потенциальным потребителям может потребоваться до 7 млрд м³ газа.
Задержка с выбором площадки привела к переносу запуска с 2018 года на 2019, о чём было объявлено в 2014 году. В условиях упавших цен на энергоресурсы «Газпром» также сокращает инвестпрограмму. 3 февраля 2015 года в презентации для инвесторов в Гонконге «Газпром» сообщил, что запуск завода «Балтийский СПГ», как и третьей очереди «Сахалина-2», откладывается с 2018—2019 на 2021 год. Сообщается, что это решение может быть вызвано в том числе угрозой секторальных санкций — при строительстве СПГ «Газпром» полностью зависим от оборудования американской компании Air Products & Chemicals и германской The Linde Group.
В апреле 2015 было принято окончательное инвестрешение о строительстве СПГ. Предполагается, что будут использованы технологии крупнотоннажного сжижения газа либо Shell, либо Linde. Завод разместится на участке площадью 364 гектар севернее границ морского торгового порта. На строительстве будут задействованы около 6 тысяч человек, а после запуска СПГ создаст более 600 рабочих мест. Проект предусматривает строительство газопровода протяженостью 360 км от Волхова мощностью 25 млрд м³ в год. На его возведении будут работать около 2,7 тысяч человек.
В сентябре 2015 года начались коммерческие переговоры с Shell.
В июне 2016 года Газпром и концерн Shell подписали Меморандум о взаимопонимании, а в июне 2017 года — Основные условия соглашения о совместном предприятии и Рамочное соглашение о совместных технико-экономических исследованиях по проекту «Балтийский СПГ».
5 мая 2017 года между ПАО «Газпром» и АО «РусГазДобыча» был подписан меморандум о совместной по реализации проекта «Комплекс переработки этаносодержащего газа в Усть-Луге».
В апреле 2018 года ПАО «Газпром» и АО «РусГазДобыча» на паритетных основах создали совместное предприятие для реализации проекта — ООО «РусХимАльянс».
В октябре 2018 года между Газпромом и Shell было подписано рамочное соглашение о совместной разработке технической концепции проекта «Балтийский СПГ». Было заявлено об успешном завершении технико-экономического исследования проекта и о переходе к разработке проектной документации.
10 апреля 2019 года председатель концерна в России Седерик Кремерс объявил, что Shell выйдет из проекта «Балтийский СПГ». Кремерс отметил, что выход связан с решением «Газпрома» изменить концепцию развития проекта, интегрировав его полностью с газоперерабатывающим заводом в Усть-Луге мощностью 45 млрд м³/год. По информации Reuters, отказ Shell от участия в проекте вызван привлечением в него компании «РусГазДобыча», которая принадлежит Артему Оболенскому, близкому к Аркадию Ротенбергу. Связь «Русгаздобычи» с находящимися под санкциями США и ЕС Ротенбергом создает санкционные риски для Shell.
В августе 2020 года «РусХимАльянс» получил от ВЭБ.РФ кредит на 55 млрд рублей на проектирование комплекса, а также авансы лицензиарам, подрядчикам и поставщикам.
В январе 2021 года Росприроднадзор выдал АО «НИПИГАЗ» положительное заключение государственной экологической экспертизы на проекты строительства комплекса предприятий по переработке газа и производству СПГ в районе порта Усть-Луга.
Строительство началось 21 мая 2021 года.